# Villanueva de Gómez
Villanueva de Gómez es un municipio y localidad española perteneciente a la provincia de Ávila, en la comunidad autónoma de Castilla y León. El término municipal tiene una población de 115 habitantes (INE 2024)

## Geografía

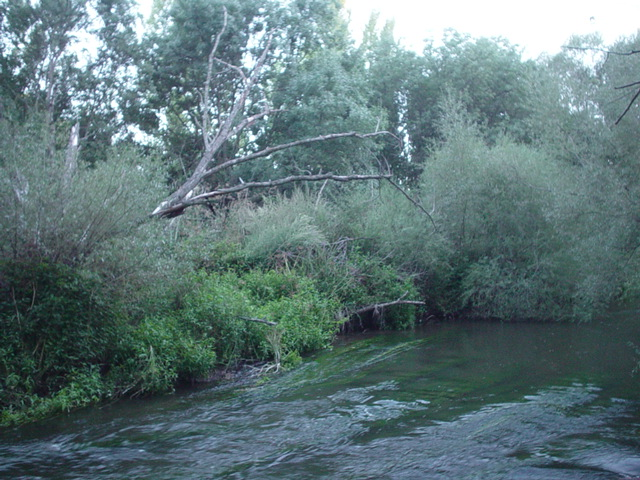
El río Adaja a su paso por Villanueva de Gómez, paraje La Rinconada.

La localidad se encuentra localizada a una altitud de 890 m sobre el nivel del mar a 26 km al norte de la capital provincial. Se encuentra en la comarca de La Moraña, cerca del río Adaja, que a aguas arriba también pasa por la capital.
El término municipal consta de 21 km², y se encuentra en una elevación de entre 860 a 940 m de altitud sobre el nivel del mar. El clima es mediterráneo continentalizado (Csb en clasificación climática de Köppen) con inviernos fríos (mínimas de -12 °C) y veranos cortos y templados-cálidos (máximas 32 °C), las precipitaciones se establecen en torno a los 500 mm anuales, con precipitaciones más abundantes en otoño y primavera y marcado déficit estival.
| Noroeste: San Pascual  | Norte: San Pascual | Noreste: Pajares de Adaja |
| Oeste: San Pascual     |                    | Este: Blascosancho        |
| Suroeste: Hernansancho | Sur: Hernansancho  | Sureste: Blascosancho     |

La localidad cuenta con unas de 900 hectáreas de bosque y arbolado, siendo una de las zonas en la comarca con mayor densidad de bosque. Cuenta con una población relativamente estable de águila imperial que se reproduce en el término municipal.
Los usos del suelo en 2005 son los siguientes:
- 42% Bosque de pinar (pino piñonero, negral y resinero), encina, piornos, y bosque de ribera (chopos, álamos, negrales etc..)
- 30% Labor de secano, cereales (trigo, cebada, centeno), girasol.
- 5% Labor de regadío, remolacha, patata, alfalfa.
- 15% Eriales y Barbecho.
- 5% Explotaciones mineras de extracción de áridos
- 3% Urbana, improductiva y aguas superficiales.

## Historia

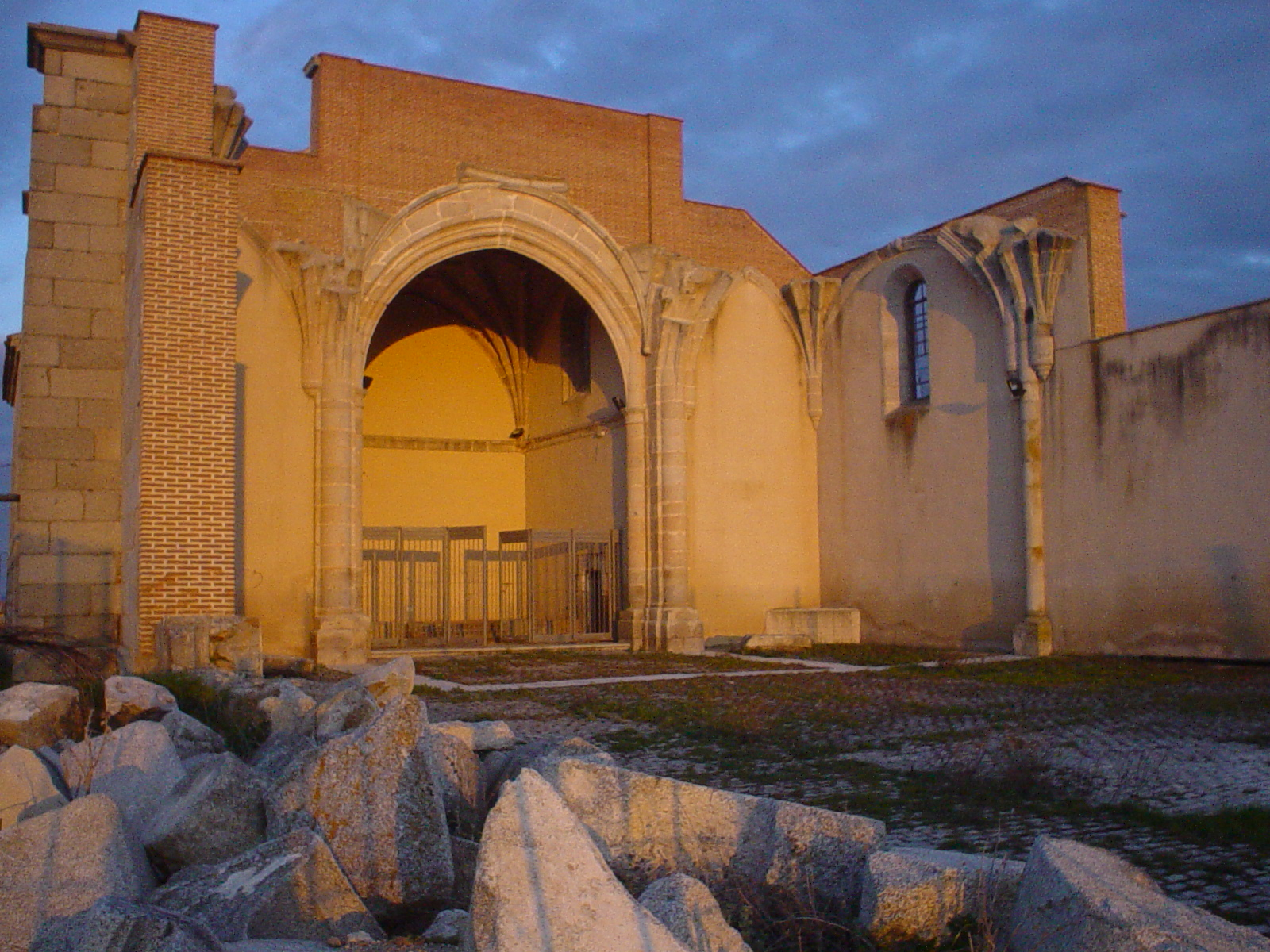
Restos de la iglesia de Santa María la Mayor

### Prehistoria e historia antigua
Los asentamientos en esta zona se debieron establecer desde el sexto o séptimo milenio antes de Cristo. En torno al primer milenio antes de Cristo se empieza a desarrollar una interesante cultura Vetona en torno la zona de la que Villanueva tuvo que estar directamente influida dada la proximidad con el mayor yacimiento Vetón, el llamado Castro de las Cogotas que dista directamente unos 15 kilómetros de la población y conserva y representa lo mejor de esa cultura prerromana.
En diversas fuentes se indica la posible presencia de un asentamiento romano en lo que hoy es la localidad, si bien no se ha encontrado arqueológicamente el asentamiento, si han aparecido restos como un busto del dios romano Esculapio, de culto doméstico a la salud, tratándose de un modelo helenístico reproducido en el siglo II

### Historia medieval, moderna y contemporánea
La reconquista castellana hizo suya estas tierras entre el año 950 y 1050. Tierra enclavada en las extremaduras castellanas de la reconquista, su repoblación vino por medio de riojanos, gallegos, vascos y castellanos del norte, siendo la comarca de la Moraña Oriental mayoritariamente repoblada por castellanos del norte y riojanos.
Las extremaduras castellanas fueron ocupadas por hombres libres con unas cotas de independencia y propiedad extraordinariamente avanzadas con respecto a los habitantes de otras partes de Europa, realizándose vasallajes en muchos casos meramente formales a señores (nobles), eclesiásticos o la realeza.
La reconquista de la ciudad de Toledo, antigua capital visigótica, en el año 1085 y el encargo a Raimundo de Borgoña por parte de Rey de Castilla de la repoblación de área abulense, terminan de consolidar las poblaciones, y las articulaciones de villas y aldeas en las tierras ubicadas en el territorio histórico abulense entre Olmedo y el Sistema Central en su cara sur hasta cerca de Talavera de la Reina (Territorio histórico de Ávila)

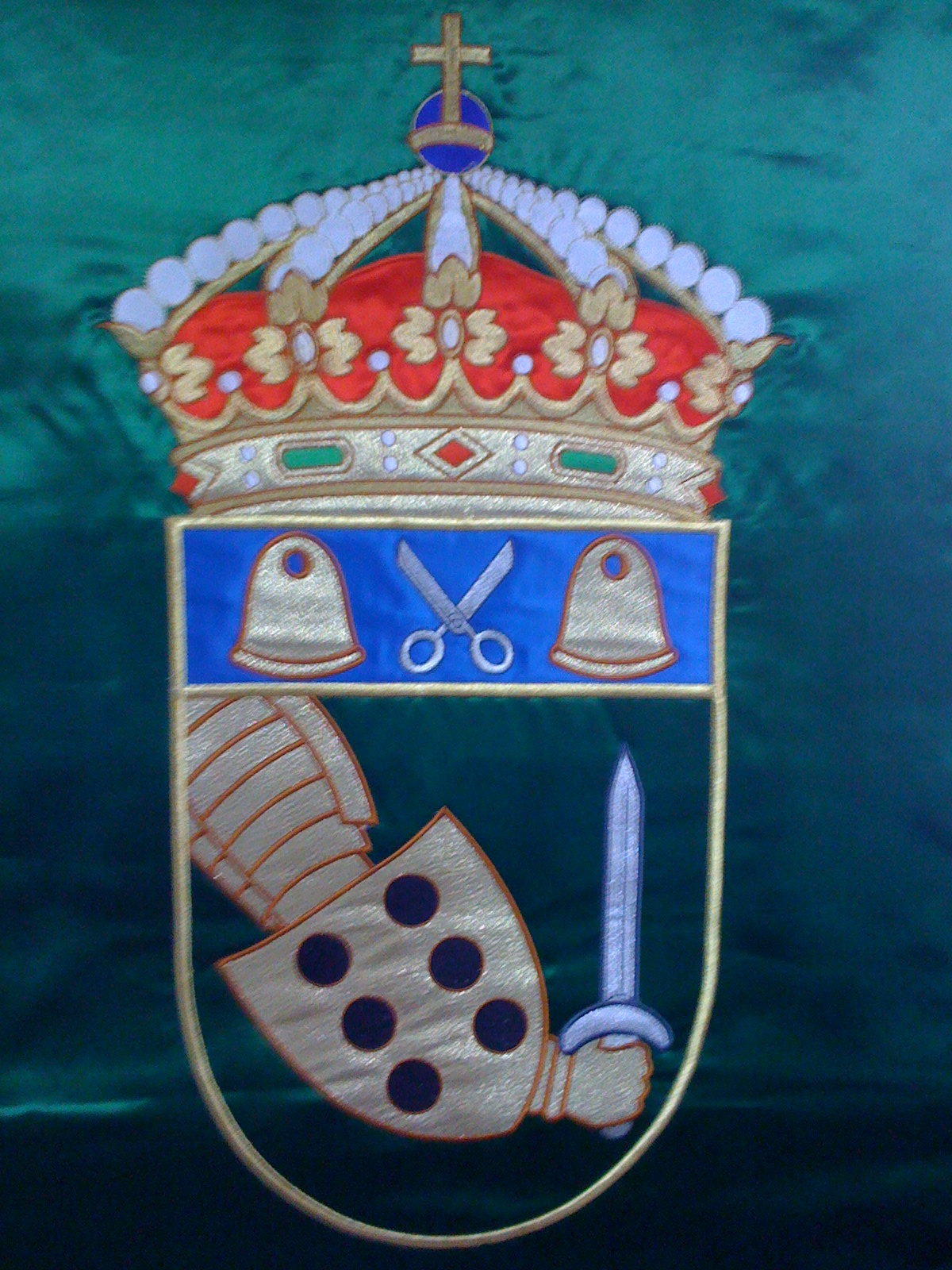
Escudo de Armas de Villanueva de Gómez aprobado por corporación local en enero de 2009.

En el caso de Villanueva de Gómez y su zona de influencia se establece un señorío (escasos por otra parte en el norte de Ávila) en torno a Gómez Dávila, familiar del Obispo de Ávila. Se dota a la localidad el estatus de Villa, y se establece el mayorazgo del señorío el 29 de marzo de 1294, con lo cual la denominación Villanueva de Gómez cumple este año los 715 años de antigüedad, con anteriordad se desconoce la denominación que pudo tener la localidad.
Alrededor de ese tiempo se construye la iglesia de Santa María la Mayor, de la cual, debido a un incendio, hoy solo se conserva una parte de ella en estilo gótico. La construcción de la iglesia debió durar alrededor de dos siglos, en su comienzo debió contar con una buena financiación debido a que cuenta desde el altar con una sólida estructura de piedra en granito (las canteras más cercanas se encuentran a 15 kilómetros). Más tarde los sillares van mezclado la piedra con ladrillo, y finalmente la torre, después de un derrumbe de la estructura original en el siglo XVIII, se hizo en espadaña completamente de ladrillo. Se prevé una última construcción del siglo XVIII como sacristía con ladrillo y escayolas internos adherida al altar por la parte externa. Se supone la construcción, hoy totalmente desaparecida, de un palacio señorial, del cual solo quedan testimonios orales sin posibilidad de constatación arqueológica directa. De modo indirecto se puede deducir su existencia debido a una suerte de galerías socavadas bajo la iglesia que cubren la dirección oeste-este, lo cual induce a fijar su antigua existencia en el este de la población.
A mediados del siglo XIX, la villa tenía contabilizada una población de 526 habitantes. Aparece descrita en el decimosexto volumen del Diccionario geográfico-estadístico-histórico de España y sus posesiones de Ultramar de Pascual Madoz de la siguiente manera:

VILLANUEVA DE GÓMEZ: v. con ayunt. de la prov. y dióc. de Avila (5 leg.), part. jud. de Arévalo (4), aud. terr. de Madrid (17), c. g. de Castilla la Vieja (Valladolid 15): sit. en terreno llano; reinan todos los vientos, y su clima es frio y sujeto á fiebres intermitentes. Tiene 180 casas de mediana construccion; una plaza; casa de ayunt. con cárcel; escuela de primeras letras, comun á ambos sexos; y una igl. parr. (Sta. Maria la Mayor) con curato de primer ascenso y de provision ordinaria; ademas del párroco hay un beneficiado curado que obtiene un propietario; en los afueras se encuentra la ermita, San Roque, que sirve de camposanto; una fuente de buenas aguas, y 2 lagunas nombradas Tres Palacios y Barreros, que sirven para abrevadero de los ganados. Confina el térm. N. Cabizuela; E. Belayos; S. San Pascual, y O. Montalbo y Muñogrande: comprende un desp., San Bartolomé, 1,950 fan. de tierra cultivada y 200 incultas; un monte pinar, propio del señor conde de Altamira; diferentes pastos y algun viñedo; por él pasa el r. Adaja, marchando de S. á N., cuyas aguas dan impulso á un batan. El terreno en lo general es llano, y en su mayor parte flojo. caminos: los locales en mediano estado, y la carretera que de Salamanca dirige á Madrid. El correo se recibe en la cab. del part. prod.: trigo, cebada, centeno, algarrobas, garbanzos, vino, y algunas legumbres; mantiene ganado lanar, y el vacuno necesario para la labor, y cria caza de liebres, perdices y bastantes lobos. ind.: diferentes fáb. de paño ordinario y 4 de estameña. pobl.: 135 vec., 526 alm. cap. prod.: 1.108,375 rs. imp.: 44,335. ind.: 13,450. contr.: 18,509 rs. 21 mrs.
(Madoz, 1850, p. 203)

Villanueva de Gómez contó hasta mediados del siglo XX con una rama comercial muy activa dedicada a diversos aspectos de servicios, así como actividades de producción vinculados a las actividades agro-ganaderas tales como: hilados, cardados, tratamiento de resinas, comercio de cereales, madereros, destilados de licores, producción de vinos etc., hay testimonios desde censos de siglos XVI y XVIII de estas y otras ramas de actividad.
La carretera principal de Villacastín a Vigo pasó por la localidad generando mucha actividad comercial y de visitantes. A mediados del siglo XX se cambiaron los trazados y se desplazó hacia la vecina localidad de Hernansancho haciendo una carretera entre Sanchidrián y San Pedro del Arroyo para conexión de la A-6 con la N-501 en dirección a Salamanca.

## Demografía
Villanueva de Gómez cuenta con una población de 115 habitantes (INE 2024).
| Gráfica de evolución demográfica de Villanueva de Gómez entre 1842 y 2021                                             |
| |
| Población de derecho según los censos de población del INE. Población de hecho según los censos de población del INE. |

## Símbolos
Las descripciones del escudo heráldico y la bandera que representan al municipio fueron aprobadas oficialmente el 3 de abril de 2008 y son las siguientes:

Escudo de forma española. De sinople, brazo armado de oro esgrimiendo espada alta de plata, acamado de escusón apuntado con las armas del linaje Dávila de San Román y Villanueva (de oro, seis roeles de azur puestos dos, dos y dos). Jefe de azur, cargado de tijeras de plata acompañadas de dos pesas de oro. Al timbre, corona real de España.
Boletín Oficial de Castilla y León nº 8 de 14 de enero de 2009

Bandera de dimensiones 2:3, tercia al asta. En el centro del batiente verde (o sinople), escudo apuntado del linaje Dávila (de amarillo u oro, seis roeles de azul o azur puestos dos, dos y dos), acolado de espada abatida de blanco o plata. Al asta de azul o azur o tijeras de blanco (o plata), acompañadas de dos pesas de telar de amarillo (u oro), puestas en palo.
Boletín Oficial de Castilla y León nº 8 de 14 de enero de 2009

## Cultura
Por Villanueva de Gómez pasa los caminos de Santiago de Levante y del Sureste. Este importante elemento de enlace cultural no cuenta con infraestructuras de apoyo reseñables en la localidad.
Celebra sus fiestas la Octava del Corpus, y la patrona es la Virgen de los Dolores.